# Батман (град)
Вижте пояснителната страница за други значения на Батман.
Батман (на турски: Batman; на кюрдски: Êlih, Елих) е град в Югоизточна Турция, административен център на едноименния вилает Батман. Градът е с население от 313 355 жители (2009 г.) и площ от 4,654 км². Разположен е на 550 м надморска височина.